# Altisite
Altisite é um mineral extremamente raro, um aluminossilicato com fórmula Na3K6Ti2Al2Si8O26Cl3, encontrado em pegmatitos alcalinos. Foi descoberto em 1994, na Península de Kola, e o seu nome provém de elementos na sua composição alumínio, titânio silício.